# Frauenrechte
Frauenrechte sind Freiheits- und Menschenrechte, die Frauen als Mitglieder der Gesellschaft besitzen oder beanspruchen.

## Allgemeines
Im Laufe der Geschichte ist der Begriff Frauenrechte unterschiedlich eingegrenzt und gedeutet worden. Ein zentraler Aspekt war dabei die Geschlechtsvormundschaft.

## Geschichte

### Antike und Christentum
Im antiken Griechenland waren verheiratete Frauen vor allem im Haushalt (Oikos) tätig. Viele Hetären waren hingegen gebildet und genossen soziale Anerkennung. In Sparta wurden den Frauen zwar keine Bürgerrechte zugestanden, sie hatten jedoch im Unterschied zu anderen Poleis als Herrin (kyria zu kyros Herr) das Verfügungsrecht über ihr eigenes Geld. Mit der spätgriechischen Stoa wurde Emanzipation z. B. in der Bildung sowie in verschiedenen Berufen (Schauspielerinnen, Sängerinnen, Ärztinnen, Dichterinnen, Sportlerinnen) möglich.
Die Frau im antiken Rom war vom Mann und Hausherren (dominus) abhängig und nahm nicht am gesellschaftlichen Leben teil, hatte jedoch als Vorsteherin des Haushalts und Hausherrin (domina) ein gewisses Ansehen. Für die Ehe im Römischen Reich rechtlich konstitutiv war die patria potestas des pater familias, des männlichen Familienoberhauptes. Ab dem 25. Lebensjahr war die Frau jedoch grundsätzlich frei bei der Entscheidung, eine Ehe einzugehen. In der römischen Religion nahmen Vestalinnen, Priesterinnen der Göttin Vesta, die allerdings ehelos bleiben mussten, eine geachtete Stellung ein. In der späten Kaiserzeit und gegen Ende des Römischen Reiches wuchsen die Rechte der Frauen, so dass sie Einfluss auf das politische Leben ausüben oder selbständig die Ehe schließen und scheiden konnten.
Auch das Urchristentum hat dazu beigetragen, die Rechte der Frauen und ihre Selbständigkeit zu stärken. Die Bibel – insbesondere die Apostelgeschichte – erwähnt zahlreiche „starke Frauen“, deren Status über den in der griechischen Welt üblichen hinausgeht. In der Spätantike kam es jedoch zu gegenläufigen Bewegungen.

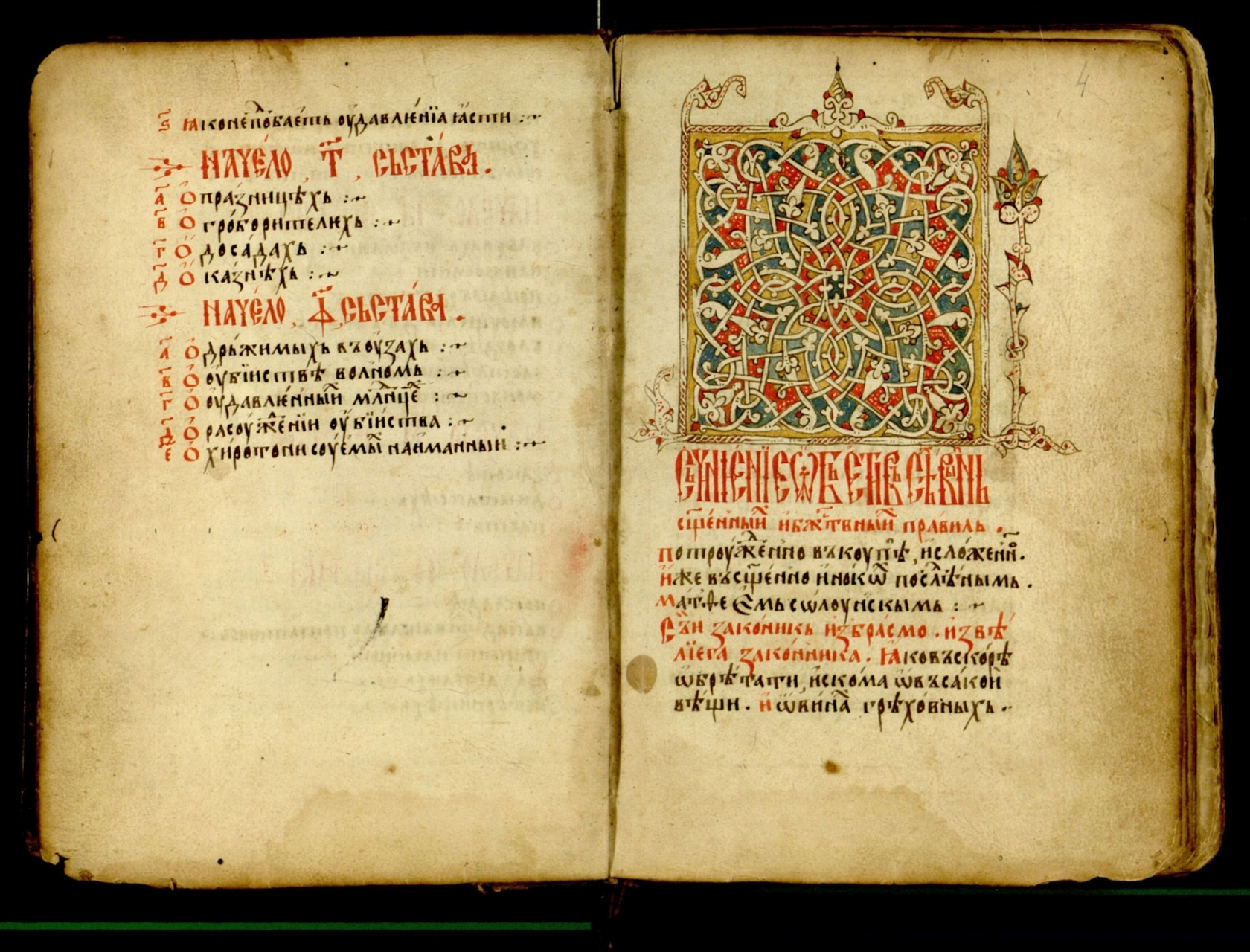
Gesetzbuch des serbischen Zaren Stefan Dušan (Dušanov zakonik, 1349), „Prizrener Abschrift“, 15. Jh.

Für die Zeit vor der Aufklärung sind einige Gesetzeswerke nennenswert, in denen Frauenrechte besser verbrieft worden sind. Ein neues Gesetz zum Schutz von Frauen gab es im Heiligen Römischen Reich in der ersten Hälfte des 13. Jahrhunderts unter der Herrschaft des Kaisers Friedrich II. In dem 1349 erlassenen Gesetzbuch des serbischen Zaren Stefan Dušan, dem Dušanov zakonik, wird Witwen und Waisen zugesichert, dass sie soziale Hilfe erhalten.

### Islam
Die heute weit verbreitete Ansicht, der Islam habe den Status der Frau verschlechtert, trifft zumindest im Frühislam kaum zu. Die islamischen Reformen des 7. Jahrhunderts verbesserten teilweise die Rechte der Frauen, soweit sie die Ehe, die Scheidung und das Erbrecht betreffen. In anderen Kulturen, einschließlich Europas, hatten Frauen nicht derart verbesserte Rechte, sondern bekamen sie meist erst Jahrhunderte später. Das Oxford Dictionary of Islam erwähnt für Arabien auch das Verbot der Kindstötung – insbesondere die Tötung von Mädchen kurz nach der Geburt – und Anerkennung der Frau als Rechtsperson vor dem Gesetz. „Die Mitgift, bis dahin ein Preis der an den Vater (des Mannes A.d.Ü.) gezahlt wurde, wurde umgewandelt in eine Gabe, die die Frau als Teil ihres persönlichen Eigentums behalten konnte“.
Nach Einführung des islamischen Rechts (Scharia) wurde die Ehe nicht länger als Status gesehen, sondern eher als ein ziviler Vertrag mit dem notwendigen Einverständnis der Frau. Sie bekam Erbrecht in einer patriarchalen Gesellschaft, in der zuvor nur männliche Verwandte erben konnten. Demgegenüber steht jedoch die Geschichte von Chadīdscha bint Chuwailid, der ersten Frau von Mohammed, die als Unternehmerin und Kauffrau und Erbin einer Karawanserei über ein großes Vermögen bestimmte, welches ihr auch nach der Heirat noch gehörte und welches erst nach ihrem Tod an Mohammed überging. Annemarie Schimmel sieht in der Einführung der Scharia einen großen Fortschritt: Die Frau habe – zumindest nach dem Buchstaben des Gesetzes – das Recht, über das zu verfügen, was sie in die Familie eingebracht oder durch eigene Arbeit verdient hat. Laut W. M. Watt hatten arabische Frauen kein Recht auf Eigentum und galten als Eigentum des Mannes (ähnlich wie bei den Samburu in Kenia). Wenn der Ehemann starb, ging alles zu den Söhnen. Mohammed habe den Frauen gewisse Rechte und Privilegien in der Sphäre der Familie, Ehe, Bildung und ökonomischen Unternehmungen gegeben.
Spätere Entwicklungen haben diese frühen Errungenschaften teilweise eingeengt, etwa im Wahhabismus oder – in neuerer Zeit – in Bestrebungen des Islamismus, wie sie zum Beispiel besonders in den pakistanischen Hadood Ordinances zum Vorschein kommen. Verschiedene regionale Allianzen kämpfen (vorerst eher erfolglos) dagegen an, beispielsweise die afghanische Frauenorganisation RAWA und die 1990 von Christen, Sikhs und Hindus gegründete All Pakistan Minorities Alliance.

### Von der Aufklärung bis in die Gegenwart
Im Zeitalter der Aufklärung setzten sich einige der Freidenker auch für die Frauenrechte ein, so in Frankreich Nicolas de Condorcet, der das freie Wahlrecht für Frauen propagierte. Zahlreiche Frauen nahmen das Recht für sich in Anspruch, Literarische Salons zu gründen, in denen die geistigen und politischen Erneuerer der Zeit verkehrten.
Die erste Welle der Frauenrechtsbewegung forderte die politische und gesellschaftliche Gleichberechtigung von Frauen und Männern (etwa das Recht für Frauen auf politische Mitbestimmung, Recht auf Bildung, Recht auf Arbeit, Recht auf eigenen Besitz etc.). Eine der ersten Feministinnen, die ausdrücklich staatsbürgerliche Rechte für Frauen forderte, war Olympe de Gouges. Sie verfasste während der Französischen Revolution 1791 die Déclaration des droits de la femme et de la citoyenne (Erklärung der Rechte der Frau und Bürgerin). 1793 wurden jedoch die politischen Frauenvereine in Frankreich verboten und Olympe de Gouges noch im selben Jahr durch die Guillotine hingerichtet.
Ein weiteres wichtiges Werk zur Frage der Frauenrechte ist das 1792 von Mary Wollstonecraft verfasste A Vindication of the Rights of Woman, ebenso wie das im selben Jahr erschienene Traktat Über die bürgerliche Verbesserung der Weiber von Theodor Gottlieb von Hippel.
Weiterhin ging es den Frauen um den Abbau von Benachteiligungen im Familienrecht. Dort sollte die Ehefrau und Mutter gleiche Rechte bekommen wie der Ehemann und Vater, der im zeitgenössischen Zivilrecht eine deutlich bevorzugte Stellung besaß. Der zentrale Punkt, an welchem man im damaligen Recht die Rechtsstellung der Frau schlechthin definierte, befand sich damals noch nicht im Verfassungsrecht, sondern im Familienrecht. Die Begründung spezifisch „männlicher“ und „weiblicher“ Rechte erfolgte im älteren Recht nämlich häufig im Rahmen der persönlichen Ehewirkungen (heutiger § 1353 BGB – eheliche Lebensgemeinschaft) und wurde von dort auf andere Gebiete innerhalb und außerhalb des Familienrechts übertragen. In Deutschland hatten die „Rechtskämpfe“ der Frauenbewegung einen ersten Höhepunkt in den 1890er Jahren, als Frauen gegen das geplante Familienrecht des neuen BGBs rebellierten. Unter ihnen waren die ersten Juristinnen Deutschlands und der Schweiz (wie Anita Augspurg, Marie Raschke, Emilie Kempin-Spyri), die in dieser Zeit gerade ihr Studium abgeschlossen hatten.
Eine Vorreiterrolle im europäischen Kampf um Frauenrechte hatte Finnland, wenngleich die dortigen Fortschritte in der mitteleuropäischen Diskussion zunächst kaum beachtet wurden. Bereits 1885 wurde hier das patriarchale Ehegüterrecht aufgehoben, und der finnische Ständetag führte die Gütertrennung ein. Damit behielt die Frau, auch in der Ehe, das Recht auf ihr Vermögen. Wenige Monate vorher hatte die Schriftstellerin Minna Canth das aufsehenerregende Theaterstück Työmiehen vaimo (Die Frau des Arbeiters) geschrieben. Dort hatte sie geschildert, wie nach altem Ehegüterrecht die Frau eines Trinkers hilflos zusehen musste, wie dieser ihr gesamtes persönliches Vermögen missbräuchlich verschwendete. Auch bei der Gewährung staatsbürgerlicher Frauenrechte machte Finnland den Anfang: 1906 erhielten dort die Frauen als erste in Europa das volle Stimmrecht.

### Mitte 20. Jahrhundert bis heute
Welch patriarchalischen Rechtsvorstellungen noch bis weit in die Mitte des 20. Jahrhunderts hinein vorherrschten, verdeutlicht ein Wiedergutmachungsverfahren nach dem Bundesentschädigungsgesetz. Dabei ging es auch um den Wiedergutmachungsfall einer Frau, die vor der Vertreibung ihrer Familie durch die Nazis im von ihrem Vater und ihrem Mann gemeinsam betriebenen Geschäft mitgearbeitet hatte – ohne Vertrag. Für die ihr durch die Vertreibung entstandenen Einkommensverluste verlangte sie Wiedergutmachung. Diesen Anspruch lehnte das Regierungspräsidium Kassel am 12. März 1959 ab, da sie nur mithelfende Ehefrau gewesen sei. In der Begründung hieß es dazu: „In Geschäften, wie denen, dessen Inhaber der Ehemann der Astin. [Antragstellerin] gewesen ist (Gemischtwarenhandlung), ist die Mithilfe der Ehefrau durchaus üblich und insbesondere auf dem Lande gang und gäbe. Diese Mithilfe wird dem Ehemann gewährt. Fällt die Arbeitskraft der Ehefrau aus, so trifft der dadurch eintretende Schaden den Ehemann und nicht die Ehefrau. Ein Ausgleich des durch die Nichtnutzung der Arbeitskraft der Astin. entstandenen Schadens ist bereits bei Festsetzung der Entschädigung für den Ehemann erfolgt. Grundlage der Festsetzung für den Ehemann war sein gewerbliches Einkommen, zu dem auch die Arbeitskraft der Astin. beigetragen hatte.“ In einer Klage gegen diesen Bescheid wies das Landgericht Kassel die Einsprüche am 11. Oktober 1962 zurück. Der Urteilstenor entsprach dem Bescheid des Regierungspräsidiums.
Dazu passt, was heute fast vergessen ist, dass nämlich in der jungen Bundesrepublik Deutschland bis 1958 ein Ehemann das Dienstverhältnis seiner Frau kündigen konnte. In Baden-Württemberg mussten Lehrerinnen noch bis 1956 durch ein Lehrerinnenzölibat-Gesetz aus dem Staatsdienst ausscheiden, wenn sie heirateten. Erst mit dem Gesetz über die Gleichberechtigung von Mann und Frau, das am 3. Mai 1957 verabschiedet wurde und am 1. Juli 1958 in Kraft trat, hatte der Mann nicht mehr das Letztentscheidungsrecht in allen Eheangelegenheiten, und die Zugewinngemeinschaft wurde zum gesetzlichen Güterstand. Bis dahin verwaltete der Mann das von seiner Frau in die Ehe eingebrachte Vermögen und verfügte allein über die daraus erwachsenen Zinsen und auch über das Geld aus einer Erwerbstätigkeit der Ehefrau. In diesem Gesetz von 1958 (zum Grundgesetz Art. 3) wurden auch zum ersten Mal die väterlichen Vorrechte bei der Kindererziehung eingeschränkt und erst 1979 vollständig beseitigt. 1976 strich eine grundlegende Neuregelung des Ehe- und Familienrechts eine gesetzliche Aufgabenteilung in der Ehe. Ein auch seit 1900 existierendes Kranzgeld strich der DDR-Gesetzgeber 1957, was gesamtdeutsch erst 1998 realisiert wurde.
Ab den 1980er-Jahren wurde von Feministen weltweit immer wieder kritisiert, dass die Umsetzung der Allgemeinen Erklärung der Menschenrechte vielfach ungenügend sei und Menschenrechtsverletzungen an Frauen aus den verschiedensten Gründen nicht zur Kenntnis genommen oder vernachlässigt würden.

## Kritik an der Umsetzung der Allgemeinen Erklärung der Menschenrechte
Kritiker wiesen darauf hin, dass insbesondere Artikel 12 („Niemand darf willkürlichen Eingriffen in sein Privatleben, seine Familie, seine Wohnung und seinen Schriftverkehr oder Beeinträchtigungen seiner Ehre und seines Rufes ausgesetzt werden.“) von vielen Ländern und Regierungen wiederholt dazu benutzt werde, Menschenrechtsverletzungen an Frauen als „Privatsache“ zu behandeln und das Recht von Männern auf Privatsphäre, Familie und persönliche Ehre in der Rechtsprechung höher zu werten als das Recht der Frauen z. B. auf körperliche Unversehrtheit. Menschenrechtsverletzungen gegen Frauen fänden größtenteils im privaten und nicht im öffentlichen Raum statt, was viele Staaten dazu benutzten, die Augen vor Menschenrechtsverletzungen an Frauen zu verschließen.
Als weiterer Punkt wurde die nach Meinung der Kritiker einseitige Ausrichtung der Menschenrechtsdeklaration auf den Schutz des Individuums vor Übergriffen durch den Staat kritisiert. Schutz vor Übergriffen durch Privatpersonen war in der UN-Menschenrechtsdeklaration von 1948 zunächst nicht vorgesehen – es sei aber gerade bei Menschenrechtsverletzungen an Frauen so, dass sie vor allem durch Privatpersonen begangen würden. Diese würden in vielen Staaten zwar nicht offensiv unterstützt, trotzdem aber in der Rechtspraxis geduldet.
Ein dritter Kritikpunkt lag in der Tatsache, dass die spezifische Situation von Frauen in der Menschenrechtserklärung nicht erwähnt sei und deshalb von Menschenrechtsorganisationen mehr oder weniger ignoriert werde. So seien Frauen vielerorts denselben Menschenrechtsverletzungen wie Männer ausgesetzt (zum Beispiel Verfolgung aufgrund der Religion oder der Rasse), aufgrund ihres Geschlechtes kämen aber weitere, frauenspezifische Menschenrechtsverletzungen wie beispielsweise sexuelle Folter oder Zwangsprostitution hinzu, welche die Situation zusätzlich verschlimmere. Der vierte von Feministen angebrachte Kritikpunkt bezog sich auf die Tolerierung von Menschenrechtsverletzungen aufgrund „kultureller Unterschiede“. So sei es noch bis weit in die 1990er Jahre üblich gewesen, systematische und strukturell bedingte Menschenrechtsverletzungen an Frauen, wie sie beispielsweise in Afghanistan oder im Iran vorgekommen seien, im Namen der kulturellen Unterschiedlichkeit zu tolerieren. Insbesondere Frauenrechtsorganisationen aus den betroffenen Ländern fordern bis heute die Universalität und Unteilbarkeit der Menschenrechte auch für Frauen und auch in Ländern, in deren kultureller Tradition dies nicht vorgesehen ist.

### Menschenrechte oder Frauenrechte
Die oben aufgeführten, eng miteinander verflochtenen Probleme führten laut den Kritikern lange Zeit dazu, dass strukturell bedingte Menschenrechtsverletzungen an Frauen (d. h. Menschenrechtsverletzungen wegen ihres Geschlechts, ein Widerspruch zu Artikel 1 und 2 der Allgemeinen Menschenrechtserklärung) oft nicht als Verletzung der Menschenrechte wahrgenommen worden seien, sondern von internationalen Organisationen und NGOs als Spezialfall, eben als „Frauenrechte“ und nicht als „Menschenrechte“ behandelt worden seien. Feministinnen brachten insbesondere scharfe Kritik gegen Amnesty International und Human Rights Watch vor, die den spezifischen Frauenproblematiken zu wenig Aufmerksamkeit schenkten. Der UNO und ihren Gremien wurde vorgeworfen, dass beispielsweise sexuelle Übergriffe in bewaffneten Konflikten als „Privatangelegenheit“ und nicht als Menschenrechtsverletzungen behandelt und als „außergewöhnliche Vorkommnisse“ an die nationale Gerichtsbarkeit delegiert würden.
Mit dem bereits in den 1970er-Jahren kreierten Slogan „Frauenrechte sind Menschenrechte“ machten Frauenrechtsorganisationen darauf aufmerksam, dass es auch geschlechtsspezifische Menschenrechtsverletzungen gebe, von denen Frauen vielerorts betroffen seien, und forderten die Universalität und Untrennbarkeit der Menschenrechte auch für Angehörige des weiblichen Geschlechtes sowie eine Ausweitung der Allgemeinen Deklaration der Menschenrechte auf den so genannt privaten Raum.
Um Frauen dieselben Rechte und Möglichkeiten zu geben, wurde zunächst gefordert, klare Bestimmungen gegen die Diskriminierung von Frauen in alle völkerrechtlichen Verträge einzufügen, so dass die Staaten Verstöße gegen die Menschenrechte von Frauen nicht mehr ignorieren könnten.
Damit die Menschenrechte auch für die Ahndung geschlechtsspezifischer Verstöße nutzbar würden, wurde in jahrzehntelanger Aufklärungs- und Lobbyarbeit darauf hingewiesen, dass beispielsweise Zwangsprostitution als Sklaverei behandelt werden müsse, häusliche Gewalt oder systematische Vergewaltigung als Folter.
In den letzten Jahren – u. a. mit dem 1976 gegründeten Entwicklungsfonds der Vereinten Nationen für Frauen (UNIFEM) – wurde daran gearbeitet, die soziale und wirtschaftliche Situation der Frauen weltweit zu stärken. Auf völkerrechtlichem Gebiet wurden Staaten vermehrt in die Verantwortung gezogen, Rechtsverletzungen an ihren Bürgerinnen genau so konsequent zu verfolgen wie an ihren Bürgern. Innerhalb der internationalen Organisationen wird daran gearbeitet, sozialen und wirtschaftlichen Rechten einen ebenso wichtigen Stellenwert zu geben wie den traditionellen bürgerlichen und politischen Rechten. Konkrete Hauptschwerpunkte der Aktionen moderner Frauenrechtsorganisationen sind Zwangsprostitution, Zwangsheirat, Ehrenmorde, gezielte Abtreibungen an weiblichen Föten, Infantizid an weiblichen Säuglingen, weibliche Genitalverstümmelung, ein Recht auf Schulbildung auch für Mädchen etc.

## Umsetzung der Frauenrechte in den internationalen Gemeinschaften
Das Prinzip der Gleichberechtigung von Frau und Mann wurde bereits bei der Gründung der UNO 1946 anerkannt (Präambel, Art. 1.3). Auch die Allgemeine Erklärung der Menschenrechte 1948 beinhaltet einen Grundsatz der Nichtdiskriminierung aufgrund des Geschlechts. In den Genfer Konventionen IV wurde 1949 im Artikel 27 erstmals der besondere Schutz vor Vergewaltigung, erzwungener Prostitution und sonstigen unzüchtigen Angriffen gegen Frauen im Krieg verankert.
Trotz dieser Vorsätze führte die Umsetzung dieser Grundsätze vorerst ein Schattendasein. Die Vorschläge der „UN-Frauenkommission“ wurden nicht umgesetzt und die Lage der Frauen in vielen Ländern verbesserte sich kaum. Geschlechtsspezifische Menschenrechtsverletzungen wurden zunächst nicht wahrgenommen. Deshalb schlug die Frauenkommission 1972 vor, das Jahr 1975 zum Internationalen Jahr der Frau zu machen, um auf die Thematik der Frauenrechte aufmerksam zu machen. Dank diesem Jahr und der zwischen 1976 und 1985 dreimal stattfindenden UN-Weltfrauenkonferenz fand innerhalb der Vereinten Nationen ein Umdenken statt und die Frauenrechtsproblematik wurde zu einem Thema.

Vertragsstaaten des CEDAW (Stand: 2008)

### UN-Übereinkommen zur Beseitigung jeder Form von Diskriminierung der Frau, 1979
Im Dezember 1979 wurde von der Generalversammlung der Vereinten Nationen in New York das Übereinkommen zur Beseitigung jeder Form von Diskriminierung der Frau (CEDAW) verabschiedet. Das Übereinkommen war eine Zusammenfassung der bereits zuvor existierenden Bestimmungen und ging andererseits darüber hinaus, da es die Vertragsstaaten in die Verantwortung nahm, Rechtsverletzungen an Frauen auch bei nicht-staatlichen Akteuren zu ahnden. Das Übereinkommen wurde durch ein Aktionsprogramm ergänzt, das die Vertragsstaaten verpflichtete, die Gleichberechtigung von Frauen und Männern nicht nur de jure, sondern auch de facto umzusetzen. Da die internationale Gemeinschaft zu diesem Zeitpunkt davon überzeugt war, die Lebenssituation der Frauen wäre – im Gegensatz zu „normalen Menschenrechten“ – für eine regelmäßige statistische Überprüfung nicht geeignet, wurde als einziger Kontrollmechanismus über die Umsetzung des Vertrages die Erstellung eines jährlichen Berichts über die Lage der Frauenrechte im jeweiligen Land eingerichtet. Dieser Bericht muss an den Frauenkonventionsausschuss, eine Gruppe von Sachverständigen, eingereicht werden. Von Beginn an kamen die Vertragsstaaten dieser Verpflichtung nur ungenügend nach. Sanktionsmöglichkeiten sind keine vorgesehen und im Vergleich mit anderen UN-Menschenrechtsorganen wurden dem Frauenkonventionsausschuss nur geringe finanzielle Mittel zur Verfügung gestellt.

### Wiener Erklärung und Erklärung über die Beseitigung der Gewalt gegen Frauen, 1993
Aufgrund der fehlenden Verpflichtungen und Sanktionsmöglichkeiten gestaltete sich die Umsetzung der UN-Frauenkonvention in den Vertragsstaaten nur sehr zögerlich. Auf Druck der Frauenbewegung wurde das Thema der Frauenrechte auf die Tagesordnung der UN-Weltmenschenrechtskonferenz gesetzt, die im Juni 1993 in Wien stattfand. Als erste internationale Erklärung überhaupt verurteilt die Abschlusserklärung von Wien Gewalt gegen Frauen als Menschenrechtsverletzung. Zudem wurde in der Erklärung explizit festgehalten: „Menschenrechte von Frauen und Mädchen sind ein unveräußerlicher, integraler und unteilbarer Bestandteil der universellen Menschenrechte“.
In der im Dezember 1993 verabschiedeten Erklärung zur Beseitigung von Gewalt gegen Frauen wird erneut festgehalten, dass Frauenrechte ein unveräußerlicher und untrennbarer Bestandteil der universellen Menschenrechte sind und auf keinen Fall unter Verweis auf kulturelle und traditionelle Gewohnheiten relativiert werden dürften. Explizit werden Gewalttaten in folgenden Zusammenhängen als Menschenrechtsverletzungen verurteilt:
- körperliche und sexuelle Gewalt (inklusive sexuellem Missbrauch von Mädchen und Vergewaltigung in der Ehe) im Haushalt und der Familie
- Gewalt im Zusammenhang mit Mitgift
- weibliche Genitalverstümmelung
- sexuelle oder anderweitige Ausbeutung von Frauen (Vergewaltigung, sexueller Missbrauch, sexuelle Belästigung am Arbeitsplatz, in Bildungseinrichtungen und anderswo)
- Frauenhandel
- Zwangsprostitution
- staatliche oder staatlich geduldete körperliche oder sexuelle Gewalt (in staatlichen Einrichtungen und anderswo)

Um die Umsetzung der Erklärung zu stärken, wurde im März 1994 das Amt eines ständigen UN-Sonderberichterstatters über Gewalt an Frauen eingerichtet.

### 4. Weltfrauenkonferenz in Peking, 1995
Die 4. Weltfrauenkonferenz der Vereinten Nationen vom September 1995 in Peking stand unter dem Motto „Handeln für Gleichberechtigung, Entwicklung und Frieden“. Insbesondere das kulturell und traditionell unterschiedliche Verständnis von Frauenrechten wurde heftig und kontrovers diskutiert. Das Ergebnis der Diskussionen war ein Forderungskatalog, die so genannte Aktionsplattform, welche mithilfe von Nichtregierungsorganisationen ausgearbeitet und von 189 Staaten ratifiziert wurde. Darin verpflichteten sich die unterzeichnenden Staaten insbesondere, die Gleichstellung der Geschlechter in allen Bereichen der Gesellschaft (d. h. Politik, Wirtschaft und Gesellschaft) zu fördern, die Rechte der Frauen zu schützen, die Armut von Frauen zu bekämpfen, Gewalt gegen Frauen als Menschenrechtsverletzung zu verfolgen und geschlechtsspezifische Unterschiede in der Gesundheitsversorgung und im Bildungssystem abzubauen. Außerdem gelten die Abschlusserklärung der Weltfrauenkonferenz in Peking wie auch jene der Konferenz in Nairobi zehn Jahre zuvor als Vorläufer der für die Frauenrechte wichtigen UN-Resolution 1325 aus dem Jahr 2000 (siehe 3.4).
Obwohl diese Aktionsplattform eine gute Argumentationsgrundlage für Frauenrechtsorganisationen gegenüber den Regierungen und der internationalen Gemeinschaft darstellt, sind darin weder klare Termine für die Umsetzung vorgesehen noch rechtliche Sanktionsmöglichkeiten gegenüber Staaten, die sich nicht an die eingegangenen Verpflichtungen halten.

### Resolution des UN-Sicherheitsrates zu Frauen, Frieden und Sicherheit, 2000
Die sogenannte Resolution 1325 zu Frauen, Frieden und Sicherheit wurde durch den Sicherheitsrat der Vereinten Nationen am 31. Oktober 2000 einstimmig verabschiedet. Sie gilt als Meilenstein zur Ächtung sexueller Kriegsgewalt gegen Frauen und Mädchen, der wohl ohne die gesteigerte internationale Sensibilität der Weltöffentlichkeit gegenüber geschlechtsspezifischer Gewalt, ausgelöst durch die Erfahrungen aus dem Jugoslawienkrieg und dem Genozid in Ruanda in den 1990er Jahren, nicht möglich gewesen wäre.
Die Resolution verlangt von der UN, den Regierungen und von nichtstaatlichen Organisationen umfassende Gewaltprävention und Strafverfolgung der Täter. Außerdem berücksichtigt sie zum ersten Mal in dieser Form eine Geschlechterperspektive in Friedensprozessen. So fordert die Resolution verbesserte Teilnahmechancen von Frauen an Friedensverhandlungen sowie die Integration von Frauenbelangen in das Mandat der UN-Friedensmission und die stärkere Beteiligung von Frauen in militärischen und zivilen Kontingenten. Diese auch organisationsbezogene Förderung von Geschlechtergerechtigkeit (Gender-Mainstreaming) wurde durch UN-Vorgaben insbesondere auch in Bezug auf die Menschenrechte – die somit auch als Frauenrechte verstanden werden – definiert. Folgerichtig soll nach der Resolution 1325 das Gender-Mainstreaming auch bei UN-Friedensmissionen zum Tragen kommen: in der Entwaffnung, Demobilisierung, der Planung von Flüchtlingslagern oder bei Reformen des staatlichen Sicherheitssektors aus Polizei, Militär und Justiz.

### UN-Frauenkonferenz 2013
Eine Konferenz der Vereinten Nationen stimmte im März 2013 für eine Erklärung, nach der Frauen und Mädchen die gleichen Rechte und der gleiche Schutz wie Männern und Jungen gewährt werden sollen.

### Istanbul-Konvention 2014
Die Istanbul-Konvention, offiziell Übereinkommen des Europarats zur Verhütung und Bekämpfung von Gewalt gegen Frauen und häuslicher Gewalt, ist ein 2011 ausgearbeiteter völkerrechtlicher Vertrag. Das Übereinkommen schafft verbindliche Rechtsnormen gegen Gewalt an Frauen und häusliche Gewalt. Auf seiner Grundlage sollen sie verhütet und bekämpft werden. Es trat am 1. August 2014 in Kraft.

### Rechtliche Möglichkeiten und Rechtsprechung
Bereits lange vor Peking wurde von der UNIFEM und NGOs kritisiert, dass es keine rechtlichen Möglichkeiten zur Umsetzung der Frauenrechtskonvention von 1979 gab. In der Folge der Weltfrauenkonferenz in Peking wurde 1999 ergänzend zum „Übereinkommen zur Beseitigung jeder Form von Diskriminierung der Frau“ ein Fakultativprotokoll vorgelegt (BGBl. 2001 II S. 1237, 1238). Dieses Protokoll erlaubt Beschwerden von Individuen an den Frauenrechtsausschuss, wenn die in dem Abkommen genannten Rechte verletzt werden. Dies ist jedoch nur dann möglich, wenn der Staat, dem die Klägerin angehört, das Zusatzprotokoll unterschrieben und ratifiziert hat, was bisher erst in 50 Staaten der Fall ist. Die Klägerin muss, bevor sie an den Frauenrechtsausschuss gelangen kann, alle in ihrem Staat existierenden Beschwerdemöglichkeiten ausgeschöpft haben, es sei denn, der Weg durch die Instanzen ist unzumutbar. Die Hürde der Anrufung des VN-Frauenrechtsausschusses ist vor allem für Frauen aus Ländern hoch, in denen die finanziellen Möglichkeiten oder rechtliche Bildung eingeschränkt sind oder in denen sie nur mit Einwilligung ihres Ehemanns, Vaters oder eines anderen männlichen Verwandten ein Gericht bemühen dürfen. Für diesen Fall sieht das Fakultativprotokoll die Möglichkeit der Vertretung der Klägerin vor. Der VN-Frauenrechtsausschuss kann bei einer Klage von dem betreffenden Staat Maßnahmen zur Sicherung der Rechte der Klägerin verlangen. Neben dem Beschwerderecht besteht im Fakultativprotokoll als zweites Verfahren auch noch ein Untersuchungsrecht des VN-Frauenrechtsausschusses. Gemäß diesem kann der Ausschuss auf eigene Initiative eine Untersuchung in einem Vertragsstaat einleiten, wenn Informationen über „schwerwiegende oder systematische Verletzungen der im Übereinkommen niedergelegten Rechte“ vorliegen.
Im so genannten Foca-Fall vom 22. Februar 2001 wurde erstmals in der Geschichte der Frauenrechte Vergewaltigung im Zusammenhang mit kriegerischen Aktionen als Kriegsverbrechen, d. h. als schwerer Verstoß gegen die Genfer Konventionen verurteilt. In dem historischen Urteil wurden das Einsperren und die Vergewaltigung von Frauen und Mädchen als Folter und Sklaverei behandelt und als Verbrechen gegen die Menschheit eingestuft.

### Kritik an diesem Konzept
Heutzutage wird das Wort „Frauenrechte“ meist als der vom Feminismus oder der von der Frauenbewegung geprägte Begriff verwendet, der letzten Endes all die Rechte anspricht, die in der Allgemeinen Erklärung der Menschenrechte aus dem Jahre 1948 aufgenommen wurden. In einem Punkt sind sich Frauenrechtsorganisationen und -aktivistinnen mit ihren Kritikern einig: Eine Grundmaxime der Menschenrechte ist die Universalität, d. h. jeder Mensch hat ein Anspruch auf die gleichen Rechte unabhängig von Rasse, Herkunft, sozialem Status, Geschlecht oder anderen Eigenschaften. Uneinig sind sie sich sowohl über den Grad der weltweiten Umsetzung der Menschenrechte für Frauen als auch in der Interpretation der Universalität der Menschenrechte im Kontext der Frauenrechte.